# Farkas Zoltán András
Farkas Zoltán András (Temesvár, 1937. augusztus 1. –) erdélyi mezőgazdasági mérnök, újságíró.

## Élete
A Kolozsvári Agrártudományi és Állatorvosi Egyetemen végzett 1961-ben. Utána mérnökként, főmérnökként dolgozott Buzán (1961), Kövenden (1962–1964), Sütmegen (1965–1967), Torockón (1967–1975), Magyargorbón (1975–1980). Azután 1982-ig a Falvak Dolgozó Népe szerkesztője, 1982 és 1987 között a Kolozs megyei  Zöldség- és Gyümölcstermesztő és Értékesítő Vállalat területi irányítója, majd 1990-ig 
ugyancsak Kolozs megyében a Rét–Legelő Vállalatnál farmvezető. 1990 után különböző egyesületek vezetője (Romániai Magyar Gazdák Egyesülete ügyvezető alelnöke, 1990–1996, majd két évig irodavezetője; a Kolozs megyei RMGE elnöke, 1998–2004), folyóiratok szerkesztője (Erdélyi Gazda elindítója, 1993, majd felelős szerkesztője, 1998–2000). 1998-ban nyugdíjba vonult, de tovább tevékenykedett. A tordai Arvid Kiadó alapítója, a Hírözön című havilap elindítója és főszerkesztője. Az Aranyosvidék új sorozatának alapítója és szerkesztőbizottsági tagja.

## Munkássága
Több mint háromszáz írás jelent meg romániai és magyarországi lapokban. Helynévkutatással is foglalkozott (Torockó és Torockószentgyörgy helynevei, 1981). Foglalkozott még technikatörténettel, egyetemtörténettel, évkönyv-szerkesztéssel, híres erdélyiek munkásságával, akikről tanulmányokat írt (Pap István, Mikó Imre, Páter Béla, Erőss Alfréd).
1990 után politikai szerepet is vállalt az RMDSZ különböző szervezeti egységeiben. Közéleti szerepvállalása kitért a irodalmi, jótékonysági és művelődési tevékenységekre is.

### Könyvei
- Farkas Zoltán: Adalékok a kolozsvári Agrártudományi és Állatorvosi Egyetem történetéhez. Kolozsvár: Erdélyi Múzeum-Egyesület. 2017.
- Farkas Zoltán: A kolozsvári magyar mezőgazdasági felsőoktatás története (1869–2019). Kolozsvár: Művelődés Egyesület. 2019.

## Kitüntetések, díjak
- 2022 Magyar Arany Érdemkereszt [1]